# 63 Pegasi
63 Pegasi är en röd jätte i stjärnbilden Pegasus.
63 Pegasi har visuell magnitud +5,56 och är synlig för blotta ögat vid god seeing. Den befinner sig på ett avstånd av ungefär 420 ljusår.